# جوناثان أوسوريو
جوناثان أوسوريو (بالإسبانية: Jonathan Osorio) (12 يونيو 1992 بتورونتو في كندا - ) هو لاعب كرة قدم كندي وأوروغواني في مركز الوسط. شارك مع منتخب كندا تحت 20 سنة لكرة القدم ومنتخب كندا لكرة القدم. أما مع النوادي، فقد لعب مع نادي تورونتو وSC Toronto ‏.

## وصلات خارجية
- جوناثان أوسوريو على موقع الدوري الأمريكي (الإنجليزية)
- جوناثان أوسوريو على موقع قاعدة بيانات كرة القدم.إي يو (الإنجليزية)
- جوناثان أوسوريو على موقع ليكيب (الفرنسية)
- جوناثان أوسوريو على موقع ناشيونال فوتبول تيمز (الإنجليزية)
- جوناثان أوسوريو على موقع Soccerway.com (الإنجليزية)
- جوناثان أوسوريو على موقع عالم كرة القدم.نت (الإنجليزية)
- جوناثان أوسوريو على موقع AS.com (الإسبانية)